# Paceřice
- Paceřice (Duits: Patzerschitz) is een Tsjechische gemeente in de regio Liberec, en maakt deel uit van het district Liberec. Paceřice telt 330 inwoners (2018).

## Geschiedenis
De eerste schriftelijke vermelding van het dorp dateert uit 1543. Aanvankelijk heette het dorp Paczierzicze, later Pačeřice, tegenwoordig Paceřice. Een belangrijkere ontwikkeling van het dorp begon na 1820, toen prins Charles Alain Rohan het voormalige landgoed Wallenstein kocht na zijn vlucht uit Frankrijk en in de regio een familieverblijf begon te bouwen (zie Kasteel Sychrov). Verrassend genoeg zijn er in het dorp nog een aantal vakwerkhuizen bewaard gebleven, die hun oorspronkelijke historische uiterlijk hebben behouden.

## Bezienswaardigheden
- Het standbeeld van de heilige Johannes van Nepomuk uit 1796 op de voormalige weg van Turnov naar Liberec, op de plaats waar de Forman stierf onder de wielen van zijn wagen. De vijf volwassen lindebomen rond het standbeeld zijn beschermd als herdenkingsbomen[4].
- Het hele dorp vertegenwoordigt één kadastraal gebied van Paceřice en is verdeeld in twee delen:
  - Paceřice (ZSJ Paceřice en Studnice)
  - Husa
- Tot het dorp behoren ook twee kleine nederzettingen Kozice en Stádlo, die noch de status van een deel van het dorp noch van een ZSJ hebben.

## Belangrijke personen
- Oldřich Hujer (1880-1942), taalkundige en Indo-Europeaan
- Otakar Bradáč (1874-1924), Tsjechisch componist
- Ladislav Bradáč (1870-1897), Tsjechisch componist
- Jaroslav Bradáč (1876-1938), Tsjechische leraar en componist

Bílá ·
Bílý Kostel nad Nisou ·
Bílý Potok ·
Bulovka ·
Cetenov ·
Černousy ·
Český Dub ·
Čtveřín ·
Dětřichov ·
Dlouhý Most ·
Dolní Řasnice ·
Frýdlant ·
Habartice ·
Hejnice ·
Heřmanice ·
Hlavice ·
Hodkovice nad Mohelkou ·
Horní Řasnice ·
Hrádek nad Nisou ·
Chotyně ·
Chrastava ·
Jablonné v Podještědí ·
Janovice v Podještědí ·
Janův Důl ·
Jeřmanice ·
Jindřichovice pod Smrkem ·
Kobyly ·
Krásný Les ·
Kryštofovo Údolí ·
Křižany ·
Kunratice ·
Lázně Libverda ·
Lažany ·
Liberec ·
Mníšek ·
Nová Ves ·
Nové Město pod Smrkem ·
Oldřichov v Hájích ·
Osečná ·
Paceřice ·
Pěnčín ·
Pertoltice ·
Proseč pod Ještědem ·
Příšovice ·
Radimovice ·
Raspenava ·
Rynoltice ·
Soběslavice ·
Stráž nad Nisou ·
Světlá pod Ještědem ·
Svijanský Újezd ·
Svijany ·
Sychrov ·
Šimonovice ·
Višňová ·
Vlastibořice ·
Všelibice ·
Zdislava ·
Žďárek